# Sonorejo (Candimulyo)
Sonorejo is een bestuurslaag in het regentschap Magelang van de provincie Midden-Java, Indonesië. Sonorejo telt 1782 inwoners (volkstelling 2010).